# مدر البول شبيه الثيازيد
مدر البول شبيه الثيازيد (بالإنجليزية: Thiazide-like diuretic)‏ هوَ مدر بول سلفوناميد يمتلك خصائص فسيولوجية مماثلة لخصائص مدر البول ثيازيد، ولكن يختلف في الخصائص الكيميائية عنه؛ إذ أنهُ يفتقر إلى البنية الجزيئية بنزوثياديازين، ومن الأمثلة على مدرات البول شبيهة الثيازيد الميتولازون وَالإنداباميد.